# Château de Villiers (Cerny)
Pour les articles homonymes, voir Château de Villiers et Villiers.
Le château de Villiers est un château situé à Cerny, dans le département de l'Essonne en région Île-de-France.

## Origine
Selon une croyance, le château de Villiers (autrefois Villiers-le-Châtel) à Cerny, aurait appartenu à Alix de Champagne qui l'aurait réunit à la couronne de France par son mariage avec Louis VII en 1165. Selon certains auteurs rien ne permet d'accréditer cela, les faits démentent cette histoire et le château n'a pas une origine aussi reculée.

## Propriétaires
- Au tout début du XIVe siècle, Villiers-le-Châtel appartenait à Jean d'Ormoy.
- En 1479, il fut donné à titre de fief par Louis XI à son barbier Olivier Le Daim.
- En 1484 lors de la confiscation des biens d’Olivier le Daim, la famille de Foix-Navarre le récupéra et la reine d’Aragon, Germaine de Foix, épouse de Ferdinand II le Catholique et nièce de Louis XII, le vendit à Guillaume de Croÿ.
- La famille de Croÿ le vendit par acte en date du 6 décembre 1528 à Jean de Selve, premier président  du Parlement de Paris. La famille de Selve le conserva jusqu'en 1894.
- En 1894, au décès de Claude Georges de Selve (1815-1894),  maire de Cerny (1851-1868) et conseiller général de Seine-et-Oise (1847-1868), mort sans postérité de son mariage en 1845 avec Marie Amelot de Chaillou (1828-1897), le château passa par héritage à son neveu à la 3e génération, Guy Dorlodot des Essarts (1897-1942), arrière petit-fils de Charles Dorlodot des Essarts et d'Alix de Selve.
- Le 11 avril 1935, le château est cédé à la famille Herlicq qui le conservera jusqu’au 3 juillet 1959.
- Du 3 juillet 1959 jusqu'en 2001, il fut la propriété de Philippe Clay.
- De 2001 à 2011, le château est entièrement restauré et devient la propriété de la famille Lelevé. Le château devient alors un lieu d'évènementiel.

## Architecture
On voit encore, dans le château, les prisons qu’y avait établies le célèbre confident du roi, Olivier Le Daim, et dans ses souterrains, une porte de cachot qui a conservé son guichet et ses énormes verrous.

### Le parc
Les plans du parc ont été exécutés selon la nouvelle méthode de Paul de Lavenne de Choulot, d'après la liste publiée en annexe de son livre L'Art des Jardins (1863).

## Pour approfondir